# Washington State Route 16
State Route 16, allgemein Highway 16 genannt, ist ein 43,47 km langer Freeway im US-Bundesstaat Washington, der den Interstate 5 und State Route 3 verbindet.

## Streckenbeschreibung
Die State Route 16 startet an der Interstate 5 in Tacoma (Ausfahrt 132, genannt Nalley Valley Interchange), führt von dort in nördlicher Richtung und überquert bei Meilenstein 5.62 die Tacoma Narrows Bridge auf die Gig Harbor Peninsula. Von Interstate 5 bis zur Ausfahrt Gig Harbor Olympic Drive Northwest bietet SR 16 eine High-occupancy vehicle lane in beide Fahrtrichtungen. Der Abschnitt zwischen der Ausfahrt Union Avenue und Interstate 5 befindet sich zurzeit im Ausbau.
Von Gig Harbor verläuft SR16 weiter in Richtung Burley, Bethel und Port Orchard. Der Endpunkt von SR16 ist in Gorst, wo SR 16 und Washington State Route 3 zusammentreffen.

### Autobahnzubringer
Der 0,63 km (0,39 Meilen) lange Autobahnzubringer State Route 16 Spur verbindet Washington State Route 3 und State Route 16.

## Liste der Ausfahrten und Meilensteine
| County | Ort                       | Meilenstein | Ausfahrt              | Richtungen                                                     | Anmerkungen                      |
| ------ | ------------------------- | ----------- | --------------------- | -------------------------------------------------------------- | -------------------------------- |
| Pierce | Tacoma                    | 0.00        |                       | Autobahnkreuz Interstate 5 Seattle, Portland                   |                                  |
| Pierce | Tacoma                    | 0.38        |                       | Sprague Avenue                                                 |                                  |
| Pierce | Tacoma                    | 1.14        | 1B                    | Union Avenue                                                   |                                  |
| Pierce | Tacoma                    | 1.95        | 1C                    | Center Street – Fircrest                                       |                                  |
| Pierce | Tacoma                    | 2.51        | 2                     | South 19th Street, Orchard Street                              | 2A (West) und 2B (Ost)           |
| Pierce | Tacoma                    | 3.63        | 3                     | Anschlussstelle Richtung State Route 163 6th Avenue und Ruston |                                  |
| Pierce | Tacoma                    | 4.67        | 4                     | Jackson Avenue, 6th Avenue – University Place                  |                                  |
| Pierce | Tacoma                    | 5.62        | Tacoma Narrows Bridge | Tacoma Narrows Bridge                                          | Tacoma Narrows Bridge            |
| Pierce |                           | 5.62        | Tacoma Narrows Bridge | Tacoma Narrows Bridge                                          | Tacoma Narrows Bridge            |
| Pierce |                           | 6.54        | 8                     | Point Fosdick, Wollochet                                       | Mautpflichtig in Richtung Tacoma |
| Pierce |                           | 7.74        | 9                     | 36th Street Northwest – Tacoma Narrows Airport                 |                                  |
| Pierce | Gig Harbor                | 8.51        | 10                    | Olympic Drive Northwest                                        |                                  |
| Pierce | Gig Harbor                | 9.78        |                       | Wollochet Drive Northwest – Gig Harbor City Center             |                                  |
| Pierce |                           | 12.63       |                       | Burnham Drive Northwest                                        |                                  |
| Pierce |                           | 13.52       |                       | Key Center, Purdy                                              |                                  |
| Pierce |                           | 15.81       |                       | Shelton, Key Center, Purdy                                     |                                  |
| Kitsap |                           | 17.88       | 20                    | Burley-Olalla Road                                             |                                  |
| Kitsap |                           | 20.38       |                       | Mullenix Road                                                  |                                  |
| Kitsap | Port Orchard              | 22.91       |                       | Sedgwick Road – Southworth Ferry                               |                                  |
| Kitsap | Port Orchard              | 24.46       |                       | Old Clifton Road, Tremont Street – Port Orchard                |                                  |
| Kitsap |                           | 25.63       |                       | Port Orchard                                                   |                                  |
| Kitsap | Westliches Ende von SR 16 |             |                       |                                                                |                                  |
| Kitsap | Gorst                     | 26.67       |                       | State Route 3, Belfair, Shelton                                |                                  |
| Kitsap | Gorst                     | 27.01       |                       | State Route 3, Bremerton, Poulsbo                              |                                  |